# Music from Big Pink
《Music from Big Pink》는 캐나다와 미국의 록 밴드 더 밴드의 데뷔 스튜디오 음반이다. 1968년 7월 1일에 발매된 이 음반은 컨트리, 록, 포크, 클래식, 리듬 앤 블루스, 블루스, 솔의 독특한 조합을 사용한다. 이 음악은 부분적으로 뉴욕주 웨스트사우거티스에 있는 릭 단코, 리처드 마누엘, 가스 허드슨이 함께 쓰는 집인 "빅 핑크"로 작곡되었다. 이 음반은 1968년 뉴욕과 로스앤젤레스의 스튜디오에서 녹음되었고, 1966년 그의 투어(호크스)에서 밥 딜런의 후원과 1975년 《The Basement Tapes》로 공식 발매된 뉴욕 북부의 녹음 자료에서 함께 보낸 시간을 따랐다. 커버 아트는 딜런이 그린 그림이다.
2000년에 음반은 녹음 세션의 추가 출력과 함께 재발매되었고, 2018년에는 밥 클리어마운틴의 새로운 스테레오 믹스와 함께 "50주년 슈퍼 디럭스" 에디션으로 발매되었다.

## 배경 및 빅 핑크

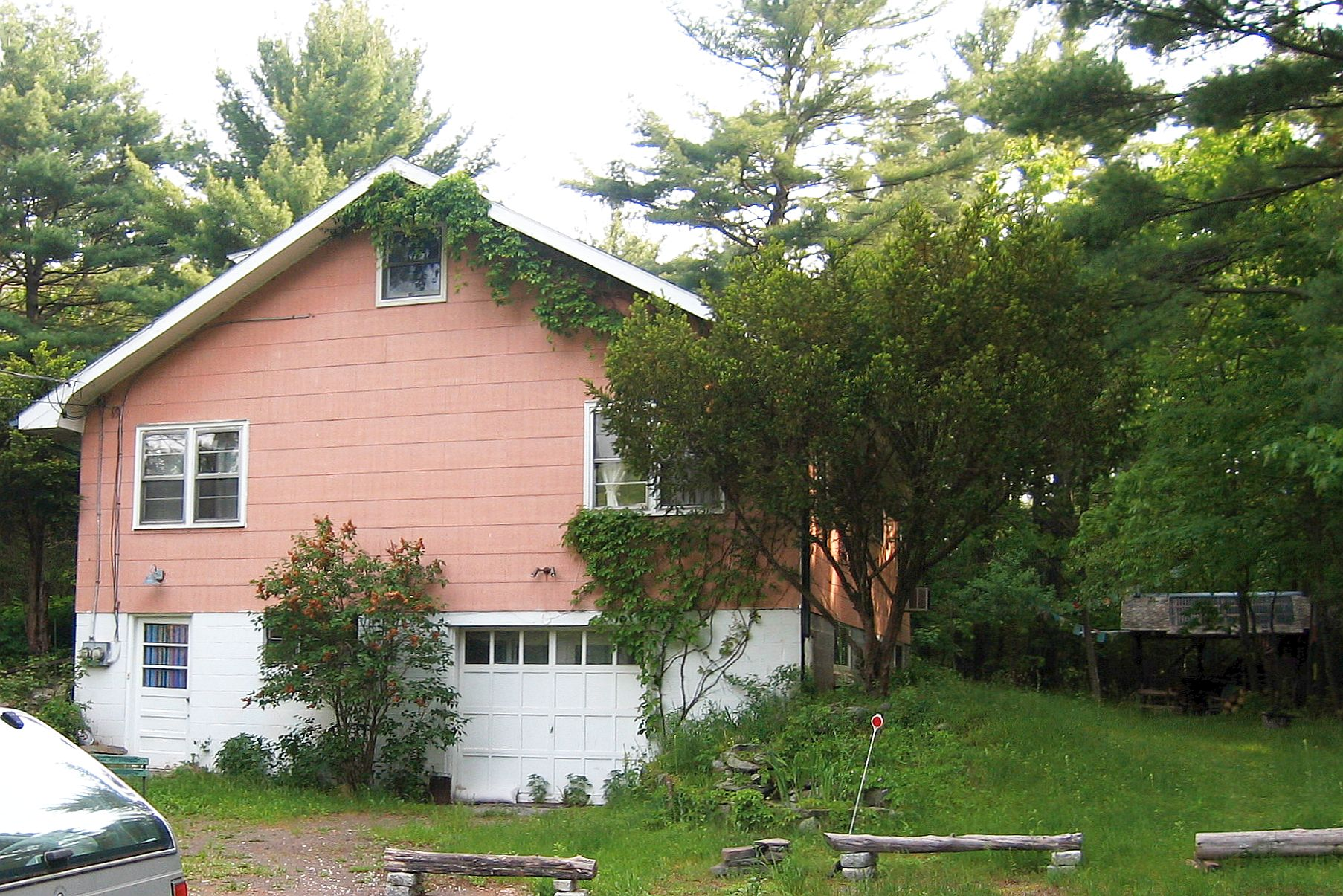
빅 핑크 (2006년)

더 밴드는 1967년 파나수스 레인 56번지(구 2188 스톨 로드)에 위치한 뉴욕주 웨스트사우거티스에 있는 핑크색 집의 지하실에서 밥 딜런과 함께 즉흥적으로 커버곡과 오리지널 딜런 자료를 녹음하면서 그들의 독특한 사운드를 창조하기 시작했다. 이 집은 1952년에 땅을 산 오트마르 그램스에 의해 지어졌다. 그 집은 릭 단코가 임대료로 발견했을 때 새로 지어졌다. 단코는 1967년 2월 가스 허드슨, 리처드 마누엘과 함께 이사했다. 이 집은 핑크색 면으로 지역적으로 "빅 핑크"로 알려지게 되었다. 이후 1977년 그램스에 의해 매각되었고, 1998년부터는 개인 주택이 되었다.
1969년 7월 《Great White Wonder》로 널리 해적판이 된 딜런과 밴드가 1975년 《The Basement Tapes》를 통해 공식적으로 발매되었고, 2014년 《The Bootleg Series Vol. 11: The Basement Tapes Complete》를 통해 음반이 발매되었다. 1967년 말, 밴드는 딜런의 그늘에서 벗어나 그들 자신의 발언을 할 때가 되었다고 느꼈다.

## 녹음
밴드의 매니저인 알버트 그로스먼 (딜런의 매니저이기도 한)은 여전히 비공식적으로 "딜런의 백 밴드"로 불리는 그룹의 음반 계약을 확보하기 위해 캐피틀 레코드에 접근했다. 캐피틀의 앨런 리빙스턴은 처음에 크래커라는 이름으로 밴드에 서명했다. 그룹 녹음 계약 소식에 무장한 그들은 레번 헬름을 그가 일하고 있던 석유 굴착기에서 다시 우드스톡으로 유인했고, 그곳에서 그는 노래를 부르고 드럼을 연주하며 그의 중요한 위치를 차지했다. 헬름의 복귀는 딜런과 함께 녹음된 배아 밴드가 뿐만 아니라 그들 자신의 곡을 쓰기 시작하면서 빅 핑크에서의 활동의 발효와 동시에 일어났다.
프로듀서 존 사이먼을 만난 후, 밴드는 1968년 초 52번가에 있는 7997번가 7층에 있는 A&R 스튜디오에서 그들의 데뷔 음반을 녹음하기 시작했다. 밴드는 두 번의 세션에서 〈Tears of Rage〉, 〈Chest Fever〉, 〈We Can Talk〉, 〈This Wheel's on Fire〉, 〈The Weight〉를 녹음했다. 로비 로버트슨은 사이먼이 그들에게 어떻게 소리가 나기를 원하느냐고 물었을 때, 그들은 "지하실에서처럼"이라고 대답했다고 말했다.
캐피틀은 최초의 녹음 세션에 만족하며, 이 그룹이 캐피틀 스튜디오에서 그들의 첫 음반을 녹음하기 위해 로스앤젤레스로 이동할 것을 제안했다. 그들은 또한 샌타모니카 대로에 있는 골드 스타 스튜디오에서 약간의 재료를 잘랐다. 〈In A Station〉, 〈To Kingdom Come〉, 〈Lonelome Suzie〉, 〈Long Black Veil〉, 〈I Shall Be Released〉 등이 빅 핑크에 수록된 곡이다.

## 커버 아트
딜런은 음반에서 노래를 부르겠다고 제안했지만, 결국 더 밴드가 그들 자신의 발언을 하는 것이 중요하다는 것을 깨달았다. 대신, 딜런은 커버 그림을 기부함으로써 그의 존재를 상징했다. 바니 호스킨스는 이 그림이 6명의 음악가들을 묘사한 것이 의미심장하다고 썼다. 《Music from Big Pink》의 커버는 이 그룹이 1968년의 사이키델릭 문화와는 다른 견해를 가지고 있다는 것을 확립하기 위한 것이었다. 사진작가 엘리엇 랜디는 토론토로 날아가 단코 양계장에 모인 단코, 마누엘, 로버트슨, 허드슨 가족을 촬영했다. 아칸소주에 살았던 다이아몬드와 넬 헬름의 사진이 삽입되었다. 이 사진은 커버에 "Next of Kin"이라는 캡션과 함께 등장했다. 소매의 전체적인 디자인은 밀튼 글레이저(1967년 《Bob Dylan's Greatest Hits》와 함께 포장된 포스터도 제작)가 맡았다.

## 평가
| 전문가 평가                   | 전문가 평가 |
| 평가 점수                     | 평가 점수   |
| 출처                          | 점수        |
| ----------------------------- | ----------- |
| AllMusic                      | [ 9 ]       |
| DownBeat                      | [ 10 ]      |
| Encyclopedia of Popular Music | [ 11 ]      |
| Entertainment Weekly          | A           |
| Goldmine                      | [ 13 ]      |
| MusicHound Rock               | 5/5         |
| Q                             | [ 15 ]      |
| Rolling Stone                 | [ 16 ]      |
| The Rolling Stone Album Guide | [ 17 ]      |
| Pitchfork                     | 9.4/10      |

그 음반에 대한 초기 평가는 긍정적이었다. 오버더빙 없이 라이브로 녹음된 기구의 유기적인 품질로 찬사를 받았다. 《롤링 스톤》에서 알 쿠퍼의 《Music from Big Pink》에 대한 극찬은 "이 음반은 약 2주 만에 녹음되었습니다. 헛되이 일생을 보내고 만지지 않는 사람들이 있습니다." 이것은 대중의 관심을 끄는 데 도움을 주었다(《롤링 스톤》은 그들을 단순히 "더 밴드"가 아니라 "빅 핑크의 밴드"라고 부르기도 했다). 밥 딜런이 이 음반에 수록된 곡 중 하나를 작사, 작곡하고 두 곡을 공동 작사, 작곡했다는 점도 눈길을 끌었다. 로버트 크리스트가우는 《빌리지 보이스》에서 "모사하지 않고 컨트리와 솔을 느끼는 것"과 "가장자리를 둘러싼 인간적 거칠기"라는 음악의 독창적인 발명을 인정했지만, 결국 음반의 많은 부분이 더 무미건조하고 지루하게 느껴졌다.
1968년 〈The Weight〉는 미국 빌보드 핫 100 싱글 차트에서 63위로 정점을 찍었다. 이 노래는 캐나다에서는 35위, 영국에서는 21위를 정점으로 다른 곳에서는 더 큰 히트를 쳤다. 이 음반은 1968년 빌보드 200 차트에서 30위로 정점을 찍은 후 2000년 톱 인터넷 음반 차트에서 8위로 재차트되었다. 〈The Weight〉는 1969년 8월 17일 우드스톡 페스티벌에서 밴드가 이 곡을 공연한 것과 부분적으로 영화 《이지 라이더》에 포함시켰기 때문에 폭넓은 인기를 얻었지만, 라이선스 문제로 인해 사운드트랙에서 제외되었다. 대신 밴드 스미스의 커버 버전이 사운드트랙 음반에 포함되었다.

## 곡 목록
| #  | 제목                  | 작사·작곡              | 리드 보컬        | 재생 시간 |
| -- | --------------------- | ---------------------- | ---------------- | --------- |
| 1. | 〈Tears of Rage〉     | 밥 딜런, 리처드 마누엘 | 마누엘           | 5:23      |
| 2. | 〈To Kingdom Come〉   | 로비 로버트슨          | 마누엘, 로버트슨 | 3:22      |
| 3. | 〈In a Station〉      | 마누엘                 | 마누엘           | 3:34      |
| 4. | 〈Caledonia Mission〉 | 로버트슨               | 릭 단코          | 2:59      |
| 5. | 〈The Weight〉        | 로버트슨               | 레번 헬름, 단코  | 4:34      |

| #  | 제목                     | 작사·작곡            | 리드 보컬          | 재생 시간 |
| -- | ------------------------ | -------------------- | ------------------ | --------- |
| 1. | 〈We Can Talk〉          | 마누엘               | 마누엘, 헬름, 단코 | 3:06      |
| 2. | 〈Long Black Veil〉      | 마리존 윌킨, 대니 딜 | 단코               | 3:06      |
| 3. | 〈Chest Fever〉          | 로버트슨             | 마누엘             | 5:18      |
| 4. | 〈Lonesome Suzie〉       | 마누엘               | 마누엘             | 4:04      |
| 5. | 〈This Wheel's on Fire〉 | 딜런, 단코           | 단코               | 3:14      |
| 6. | 〈I Shall Be Released〉  | 딜런                 | 마누엘             | 3:19      |